# Francesco Scorsa
Francesco Scorsa (Soverato, 17 de diciembre de 1946-Bologna, 19 de agosto de 2023) fue un futbolista y entrenador de fútbol italiano que jugó en la posición de defensa.

## Carrera

### Jugador
| Periodo   | Club                      |
| --------- | ------------------------- |
| 1966–1967 | ASD Cervia 1920           |
| 1968–1971 | Cesena FC                 |
| 1972–1973 | Bologna FC                |
| 1973–1974 | Foggia Calcio             |
| 1974–1982 | Ascoli                    |
| 1982      | → Toronto Italia (cedido) |
| 1983–1984 | Ravenna FC                |

### Entrenador
| Periodo   | Club                |
| --------- | ------------------- |
| 1985–1986 | US Catanzaro        |
| 1987–1988 | Fano                |
| 1988–1989 | ASD Licata Calcio   |
| 1989–1990 | ACR Messina         |
| 1990–1991 | Nola                |
| 1991–1992 | Vigor Lamezia       |
| 1993–1994 | Nola                |
| 1993–1994 | SSD Casarano Calcio |
| 1996–1997 | Ascoli              |
| 1997–1998 | SSD Casarano Calcio |

## Logros
- Serie C (1): 1967-1968 (Grupo B)
- Serie B (1): 1977-1978[9]
- Torneo di Capodanno (1): 1981
- The Red Leaf Cup (1): 1980